# Square Emily-Dickinson
Le square Emily-Dickinson est un square du 20e arrondissement de Paris.

## Situation et accès
Accessible par la rue des Ormeaux et la rue des Grands-Champs, ce site est desservi par la ligne 2 à la station de métro Avron, par les lignes 1, 2, 6 et 9 à la station Nation, par la ligne 9 à la station Buzenval, par la ligne A du RER à la gare de Nation et par les lignes de tramway 3a et 3b.

## Origine du nom
Le square honore la mémoire de la grande poétesse américaine Emily Dickinson (1830-1886).

## Historique
L'ancien « square des Ormeaux » a été rebaptisé fin 2013. 
Le square a reçu deux labels : EcoJardin et QualiPARIS.